# Pneumatopteris inclusa
Pneumatopteris inclusa är en kärrbräkenväxtart som först beskrevs av Edwin Bingham Copeland, och fick sitt nu gällande namn av Holtt. Pneumatopteris inclusa ingår i släktet Pneumatopteris och familjen Thelypteridaceae. Inga underarter finns listade.